# Kentropyx vanzoi
Kentropyx vanzoi är en ödleart som beskrevs av den amerikanske biologen Daniel Stephen Gallagher Jr. och den amerikanske herpetologen James Ray Dixon 1980. Kentropyx vanzoi ingår i släktet Kentropyx, och familjen tejuödlor. Inga underarter finns listade.

## Utbredning
Kentropyx vanzoi finns i Sydamerika där den förekommer i Colombia och Brasilien.